# Krümmelbach (Aubach)
Der Krümmelbach ist ein gut 3 km langer Bach und ein westnordwestlicher und rechter Zufluss des Aubachs im Westerwald.

## Geographie

### Verlauf
Der Krümmelbach entspringt auf einer Höhe von etwa 276 m ü. NHN am Rande des Silbersees bei Wirges. Er fließt in ostsüdöstlicher Richtung durch Wirges und mündet schließlich im benachbarten Staudt auf einer Höhe von ungefähr 253 m ü. NHN von rechts in den Aubach.
Sein  etwa 3,3 km langer Lauf endet etwa 23 Höhenmeter unterhalb seiner Quelle, er hat somit ein mittleres Sohlgefälle von etwa 7 ‰.

### Zuflüsse
| Name                | GKZ        | Lage   | Länge in km | EZG in km² |
| ------------------- | ---------- | ------ | ----------- | ---------- |
| Kleiner Krümmelbach | 2589414 12 | links0 | 000,8230    | 0002,5980  |
| Schwarzbach         | 2589414 2  | links0 | 003,8060    | 0005,6140  |
| Krambach            | 2589414 4  | links0 | 001,9230    | 0002,9470  |

## Natur und Umwelt
Der Krümmelbach ist wie der Schwarzbach gering bis gar nicht durch Ton verschmutzt. Bei früheren Stichproben wurde allerdings der Wert für Ammonium-Stickstoff (NH4-N) als hoch und die Phosphorbelastung als sehr hoch eingestuft. Im Krümmelbach lassen sich häufig Bachforellen sichten. Bei Staudt wurde außerdem ein Wehr mit Damm errichtet um Überflutungen wie etwa 1978, bei der es zu großen Schäden kam, zu vermeiden. Als Überflutungsbecken wird die Aue zwischen Staudt und Wirges genutzt.